# Giovanni Battista Pirolini
Giovanni Battista Pirolini (Cilavegna, 20 dicembre 1864 – novembre 1948) è stato un politico, giornalista e pubblicista italiano.

## Biografia
Giovanni Battista Pirolini nacque a Cilavegna il 20 dicembre 1864. Egli occupò il ruolo di direttore del giornale La Provincia Pavese e fu eletto deputato a Ravenna per la XXIV e la XXV legislatura del Regno d'Italia.
La sua carriera, sia politica che giornalistica, lo vide associato al colore politico di estrema sinistra e questo aspetto, associato al suo carattere forte, lo vide promotore di diversi moti rivoluzionari in favore del popolo e dei suoi ideali: egli fu condannato in contumacia a 15 giorni di carcere per i moti del pane del 1889, mentre nel 1914 venne coinvolto nei fatti della Settimana Rossa. Pirolini, inoltre, si fece promotore della nascita della Camera del Lavoro di Pavia e nel 1895 fondò il giornale di sinistra Il Popolo Sovrano.
Durante gli eventi della prima metà del novecento, egli sostenne costantemente le tesi interventiste della guerra e per questo si arruolò volontario. Durante il ventennio fascista, Giovanni Battista Pirolini si batté come oppositore del regime dittatoriale instaurato da Benito Mussolini. Egli morì nel 1948.